# Премия имени А. А. Баландина
Премия имени А. А. Баландина — премия, присуждаемая с 1993 года Российской академией наук за выдающиеся работы в области катализа.

## Список награждённых
Источник:
| Год  | Лауреат премии | За какие работы |
| ---- | --- | --- |
| 2022 | академик РАН Алексей Георгиевич Дедов, Алексей Сергеевич Локтев (Институт нефтехимического синтеза им. А. В. Топчиева РАН); | за цикл работ «Разработка новых катализаторов процессов переработки возобновляемого и альтернативного сырья в компоненты топлив и полупродукты нефтехимии» (монография, 60 статей и 19 патентов). |
| 2019 | Коган, Виктор Миронович | за цикл работ «Новые представления о катализе сульфидами переходных металлов: от моделей к промышленным катализаторам»                                                                            |
| 2019 | Никульшин, Павел Анатольевич                                                                                                | за цикл работ «Новые представления о катализе сульфидами переходных металлов: от моделей к промышленным катализаторам»                                                                            |
| 2019 | Пимерзин, Андрей Алексеевич                                                                                                 | за цикл работ «Новые представления о катализе сульфидами переходных металлов: от моделей к промышленным катализаторам»                                                                            |
| 2016 | Стахеев, Александр Юрьевич                                                                                                  | За серию работ «Наноструктурирование активного компонента — метод управления каталитическими свойствами нанесенных металлических катализаторов в реакциях гидрирования и окисления»               |
| 2016 | Бухтияров, Валерий Иванович                                                                                                 | За серию работ «Наноструктурирование активного компонента — метод управления каталитическими свойствами нанесенных металлических катализаторов в реакциях гидрирования и окисления»               |
| 2016 | Коптюг, Игорь Валентинович                                                                                                  | За серию работ «Наноструктурирование активного компонента — метод управления каталитическими свойствами нанесенных металлических катализаторов в реакциях гидрирования и окисления»               |
| 2013 | Лапидус, Альберт Львович | За серию работ «Теоретические основы создания каталитических процессов переработки ненефтяного сырья в углеводородные топлива и продукты для нефтехимии»                                          |
| 2013 | Усачёв, Николай Яковлевич                                                                                                   | За серию работ «Теоретические основы создания каталитических процессов переработки ненефтяного сырья в углеводородные топлива и продукты для нефтехимии»                                          |
| 2013 | Третьяков, Валентин Филиппович                                                                                              | За серию работ «Теоретические основы создания каталитических процессов переработки ненефтяного сырья в углеводородные топлива и продукты для нефтехимии»                                          |
| 2010 | Анаников, Валентин Павлович                                                                                                 | За работу «Катализируемые переходными металлами реакции присоединения к ацетиленовым углеводородам»                                                                                               |
| 2010 | Белецкая, Ирина Петровна | За работу «Катализируемые переходными металлами реакции присоединения к ацетиленовым углеводородам»                                                                                               |
| 2007 | Садыков, Владислав Александрович                                                                                            | За серию работ «Роль дефектности и микроструктуры катализаторов окислительно-восстановительных реакций»                                                                                           |
| 2004 | Лин, Галина Ивановна | За цикл работ «Исследование механизма икинетики каталитических превращений одноуглеродных молекул»                                                                                                |
| 2004 | Розовский, Александр Яковлевич                                                                                              | За цикл работ «Исследование механизма икинетики каталитических превращений одноуглеродных молекул»                                                                                                |
| 2001 | Андрушкевич, Тамара Витальевна                                                                                              | За серию работ «Гетерогенно-каталитическое окисление основных органических соединений в карбоновые кислоты: механизм, кинетика, дизайн катализаторов»                                             |
| 2001 | Бондарева, Валентина Михайловна                                                                                             | За серию работ «Гетерогенно-каталитическое окисление основных органических соединений в карбоновые кислоты: механизм, кинетика, дизайн катализаторов»                                             |
| 2001 | Попова, Галина Яковлевна | За серию работ «Гетерогенно-каталитическое окисление основных органических соединений в карбоновые кислоты: механизм, кинетика, дизайн катализаторов»                                             |
| 1998 | Грязнов, Владимир Михайлович                                                                                                | За серию работ «Исследования механизма реакций с переносом атомов водорода на металлах, создание новых катализаторов и способов проведения этих реакций»                                          |
| 1995 | Лунин, Валерий Васильевич                                                                                                   | За цикл работ «Новые гетерогенные катализаторы на основе интерметаллических соединений и их гидридов»                                                                                             |
| 1993 | Миначев, Хабиб Миначевич | За цикл работ «Структура поверхности и каталитические свойства высокодисперсных металлнаселённых систем»                                                                                          |
| 1993 | Слинкин, Алексей Александрович                                                                                              | За цикл работ «Структура поверхности и каталитические свойства высокодисперсных металлнаселённых систем»                                                                                          |
| 1993 | Шпиро, Ефим Сергеевич | За цикл работ «Структура поверхности и каталитические свойства высокодисперсных металлнаселённых систем».                                                                                         |